# Patrik Hájek (Leichtathlet)
Patrik Hájek (* 11. November 1998 in Jablonec nad Nisou) ist ein tschechischer Leichtathlet, der sich auf den Hammerwurf spezialisiert hat.

## Sportliche Laufbahn
Erste Erfahrungen bei internationalen Meisterschaften sammelte Patrik Hájek im Jahr 2015, als er bei den Jugendweltmeisterschaften in Cali mit einer Weite von 65,73 m in der Qualifikationsrunde mit dem leichteren 5-kg-Hammer ausschied. Im Jahr darauf verpasste er bei den U20-Weltmeisterschaften in Bydgoszcz mit 59,63 m den Finaleinzug mit dem 6-kg-Hammer und 2023 schied er bei den Weltmeisterschaften in Budapest mit 68,77 m in der Qualifikationsrunde aus. Im Jahr darauf verpasste er bei den Europameisterschaften in Rom mit 72,72 m den Finaleinzug und auch bei den Olympischen Sommerspielen in Paris kam er mit 68,80 min nicht über die Vorrunde hinaus.
In den Jahren von 2020 bis 2023 wurde Hájek tschechischer Meister im Hammerwurf.